# Noccaea stylosa
Noccaea stylosa är en korsblommig växtart som först beskrevs av Michele Tenore, och fick sitt nu gällande namn av Heinrich Gottlieb Ludwig Reichenbach. Noccaea stylosa ingår i släktet backskärvfrön, och familjen korsblommiga växter. Inga underarter finns listade i Catalogue of Life.